# 埃里克·范寧
埃里克·范寧（英語：Eric Fanning，1968年7月2日—）是美國的一位政治家，現任航空航天工業協會主席兼首席執行官。他被任命為第22任美國陸軍部長，任職時間為2016年5月18日至2017年1月20日。也擔任過美國第24任空軍副部長。是美國軍隊中第一位公開同性戀身份的軍種負責人。
范寧在職業生涯的前25年中擔任過各種各樣的角色，在國會、國防部、白宮工作，並在最終返回五角大樓之前擔任顧問。值得注意的是，他是唯一在其職業生涯中曾在美國陸軍、美國空軍、美國海軍和國防部長辦公室擔任高級文職人員的人。